# Sainte-Marie-du-Mont (Isère)
Sainte-Marie-du-Mont é uma comuna francesa na região administrativa de Auvérnia-Ródano-Alpes, no departamento de Isère.